# Dilectissima nobis
Dilectissima Nobis (llatí: Molt Estimada per Nosaltres) ("Sobre l'opressió de l'Església d'Espanya") és una encíclica publicada pel papa Pius XI el 3 de juny de 1933, en la qual denunciava la persecució de l'Església a Espanya, citant l'expropiació de tots els edificis de l'Església, residències episcopals, parròquies, seminaris i monestirs. Va protestar "les greus ofenses comeses contra la Divina Majestat, amb les nombroses violacions dels seus sacrosants drets i amb tantes transgressions de les seves lleis, hem enviat al cel fervents oracions demanant a Déu que perdoni les ofenses contra Ell".

## Història
El govern republicà, que va arribar al poder a Espanya el 1931, va ser fortament anticatòlic en secularitzar l'ensenyament, prohibir l'ensenyament religiós a les escoles i expulsar els jesuïtes del país. La Constitució espanyola de 1931 va estar marcada pel que els catòlics consideraven una privació dels seus drets. Per llei, les propietats de l'Església van passar a ser propietat de l'estat, i l'Església va haver de pagar lloguers i impostos a l'estat per continuar utilitzant aquestes propietats. En paraules del Papa: "Així l'Església catòlica es veu obligada a pagar impostos sobre allò que se li va arrabassar violentament". L'encíclica també denunciava l'expropiació de vestidures religioses, instruments litúrgics, estàtues, quadres, gerros, gemmes i objectes similars necessaris per al culte. Va condemnar l'expropiació de totes les escoles catòliques privades dels ordes religiosos, que havien de reobrir-les com a escoles laiques.
El papa Pius XI, l'església del qual s'enfrontava a persecucions similars a la Unió Soviètica i a Mèxic, va demanar als catòlics espanyols que es defensessin de la persecució amb tots els mitjans legals. Havia condemnat forces destructives similars a l'encíclica Quas primas el 1925.
L'encíclica apuntava a la cobdícia com a motivació per al robatori dels tresors artístics de l'Església i indicava que el govern no mostrava cap respecte per la dignitat dels fidels del país i el seu vincle a les obres d'art religioses.
Tot i que el govern va ser molt criticat, el Papa va assenyalar: "És universalment conegut el fet que l'Església catòlica mai està lligada a una forma de govern més que a una altra, sempre que els drets divins de Déu i de les consciències cristianes estiguin segurs". L'encíclica qualificava els actes del govern espanyol de "delicte no només a la Religió i a l'Església, sinó també a aquells principis declarats de llibertat civil en què el nou règim espanyol declara que es basa".